# Губенко Валерій Олександрович
Валерій Олександрович Губенко (25 січня 1939, Київ — 19 лютого 2000) — український військовий діяч, генерал армії України.

## Біографічні відомості
Народився 25 січня 1939 року в Києві. Працювати почав в Мелітополі. В 1958 році був призваний в прикордонні війська. Служив в Грузинському прикордонному окрузі. В 1959 році вступив до Алма-Атинського прикордонного училища, яке закінчив у 1963 році. Служив в Закавказькому прикордонному окрузі. В 1971 році закінчив Військову академію імені Фрунзе. В 1980 році був переведений в Північно-Західний прикордонний округ. У 1984 році закінчив академію Генерального штабу і служив начальником штабу Тихоокеанського прикордонного округу, потім начальником військ Забайкальського прикордонного округу, а в 1990 році був призначений начальником військ Західного прикордонного округу, управління якого дислокувалося у Києві.
З 1991 року на дійсній військовій службі у Державному комітеті у справах охорони державного кордону України. З 27 жовтня 1992 року голова комітету. З травня 1995 по жовтень 1998 року — генеральний інспектор Генеральної військової інспекції при Президентові України. З 14 жовтня 1998 року- Голова Державної служби експортного контролю України.
Жив у Києві. Помер 19 лютого 2000 року. Похований на Байковому кладовищі (ділянка № 52а).

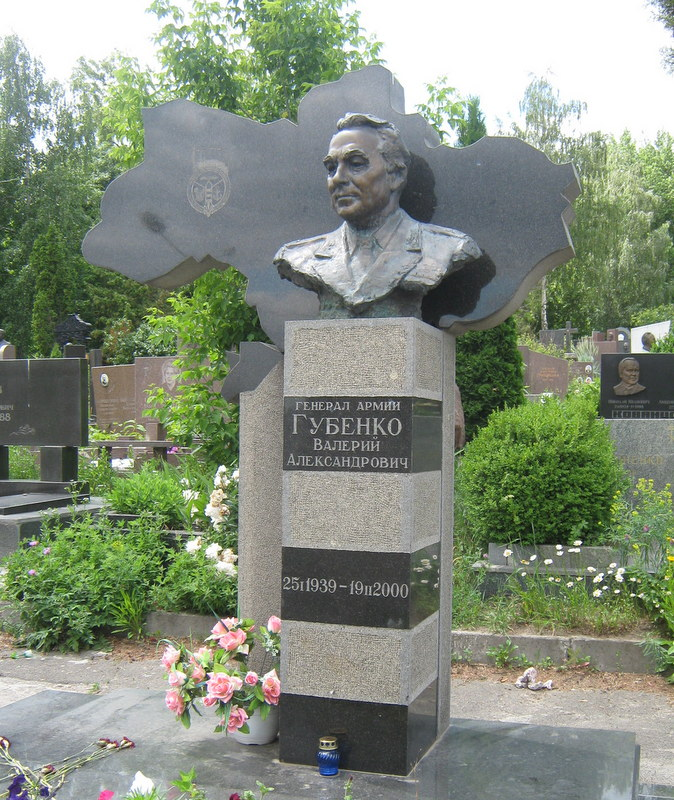
Могила Валерія Губенка

## Нагороди
Нагороджений радянськими орденами Червоної Зірки (березень 1975 року), Червоного Прапора (березень 1990 року), українським орденом Богдана Хмельницького ІІІ ступеня (листопад 1996 року).

## Про Губенка В. О. в художній літературі
1. До 60-ліття Валерія Олександровича Губенка, вірші заслуженого діяча мистецтв України Володимира Мельникова, книга «Друзям», Київ: «ЛОГОС», 2003, с.с.145-149:

Меморіальна дошка на честь Губенка Валерія Олександровича на вул. Володимирській, 30 у Києві

## Пам'ять
Восени 2001 року його ім'ям названа застава «Лівадія» Сімферопольського прикордонного загону.
У 2011 році в Києві на будівлі Державної прикордонної служби України по вулиці Володимирській, 30, встановлено меморіальну дошку Валерію Губенку (бронза, граніт; барельєф).